# Вилхелм III (Бургундия)
Вилхелм III Детето (на френски: Guillaume l'Enfant, * 1110, † 1 март 1127, Пайерн, в днешна Швейцария) от династията Бургундия-Иврея, е граф на Макон, от 1125 до 1127 г. и граф на Бургундия.

## Биография
Той е син на граф Вилхелм II Немски († 1125) е) и Агнес фон Райнфелден († 1111), дъщеря на херцог Бертхолд II от Церинген и Аделхайд Торинска. Вилхелм III наследява баща си, който е убит през 1125 г. Две години по-късно Вилхелм е убит при атентат в манастирската църква на Пайерн.
След неговата смърт претенции за Графство Бургундия имат, както братовчед му Райналд III, така и чичо му майчина линия, Конрад I от Церинген.